# Paul Polman
Paulus Gerardus Josephus Maria Polman (KBE) (n. 11 iulie 1956, Enschede, Țările de Jos) este un om de afaceri neerlandez care a lucrat pentru Procter & Gamble, Nestlé și Unilever.
Din 2009, el este directorul general al companiei britanice-olandeze de bunuri de larg consum Unilever. Polman a primit mai multe premii în managementul companiei pentru contribuția sa la dezvoltarea durabilă.
În 2015, Polman a câștigat premiul Oslo Afacere pentru Pace (Business for Peace).